# James M. Tunnell
James M. Tunnell (Clarksville, 1879. augusztus 2. – Philadelphia, 1957. november 14.) az Amerikai Egyesült Államok szenátora (Delaware, 1941–1947).

## Szakmai és politikai karrier
Tunnell az állami iskolákban tanított, végül a delaware-i Frankford, Selbyville és Ocean View iskoláinak igazgatója lett. Közben jogot tanult, 1907-ben felvették az ügyvédi kamarába, és a delaware-i Georgetownban kezdett praktizálni. 1919-től 1932-ig a georgetowni oktatási tanács elnöke volt. Tunnell bankár is volt, és számos farmot birtokolt és működtetett a delaware-i Sussex megyében.
Tunnell 1924-ben indult először az Egyesült Államok szenátusi mandátumáért, de a republikánus T. Coleman du Pont, egy korábbi szenátor legyőzte. 1940-ben ismét beválasztották az Egyesült Államok szenátusába, ezúttal a hivatalban lévő John G. Townsend, Jr. republikánus szenátort győzte le. Ezalatt a 77., 78. és 79. kongresszusban a demokrata többséggel együtt szolgált. A 78. és 79. kongresszusban a nyugdíjbizottság elnöke volt. Tunnell 1946-ban elvesztette a második ciklusra benyújtott pályázatát a republikánus John J. Williamsszel szemben a delaware-i Millsboro városából. 1941. január 3-tól 1947. január 3-ig szolgált Franklin D. Roosevelt és Harry S. Truman amerikai elnökök kormányzása idején.